# Hammad ibn Bologhine
Hammad ibn Bologhine est le fondateur de la dynastie hammadide, qui règne entre 1014 et 1152 sur le Maghreb central  (Algérie).

## Biographie
En 984, à la mort de son père, Bologhine, fondateur de la dynastie des Zirides, Al-Mansur, frère de Hammad, devient le nouvel émir Ziride et installe Hammad comme gouverneur du Maghreb central (Algérie). Il conquiert un vaste territoire, et repousse des tribus Zénètes au Maroc.Cependant, les Ifrenides restent souverains de leur territoire.
Hammad fonde la résidence d'Al-Qala (« la forteresse »), en 1007, dans les montagnes du Hodna à l'ouest de Sétif et engage de grands projets de construction, incluant un palais et une grande mosquée. Elle deviendra par la suite capitale des Hammadides. Le site est aujourd'hui classé au patrimoine mondial par l'UNESCO,.
En 1014, il déclare son indépendance des Zirides et reconnaît les Abbassides sunnites de Bagdad comme étant les califes légitimes. 
Ils entrent alors en conflit, Hammad attaque Béja en Juin 1015 et en massacre les habitants, méme après avoir promis a Badis de les protéger. 
Enfin une tréve est signée en 1016, en 1018 les Zirides reconnaisent l'autorité des Hammadides.
Hammad ibn Bologhine meurt en 1028, c'est Al-Qaid ibn Hammad qui lui succède,.